# Kitagawia eryngiifolia
Kitagawia eryngiifolia är en flockblommig växtart som först beskrevs av Vladimir Leontjevitj Komarov, och fick sitt nu gällande namn av Pimenov. Kitagawia eryngiifolia ingår i släktet Kitagawia och familjen flockblommiga växter. Inga underarter finns listade i Catalogue of Life.